# Ginsterheiden im Irsental bei Daleiden
Koordinaten: 50° 4′ 4″ N, 6° 11′ 59″ O

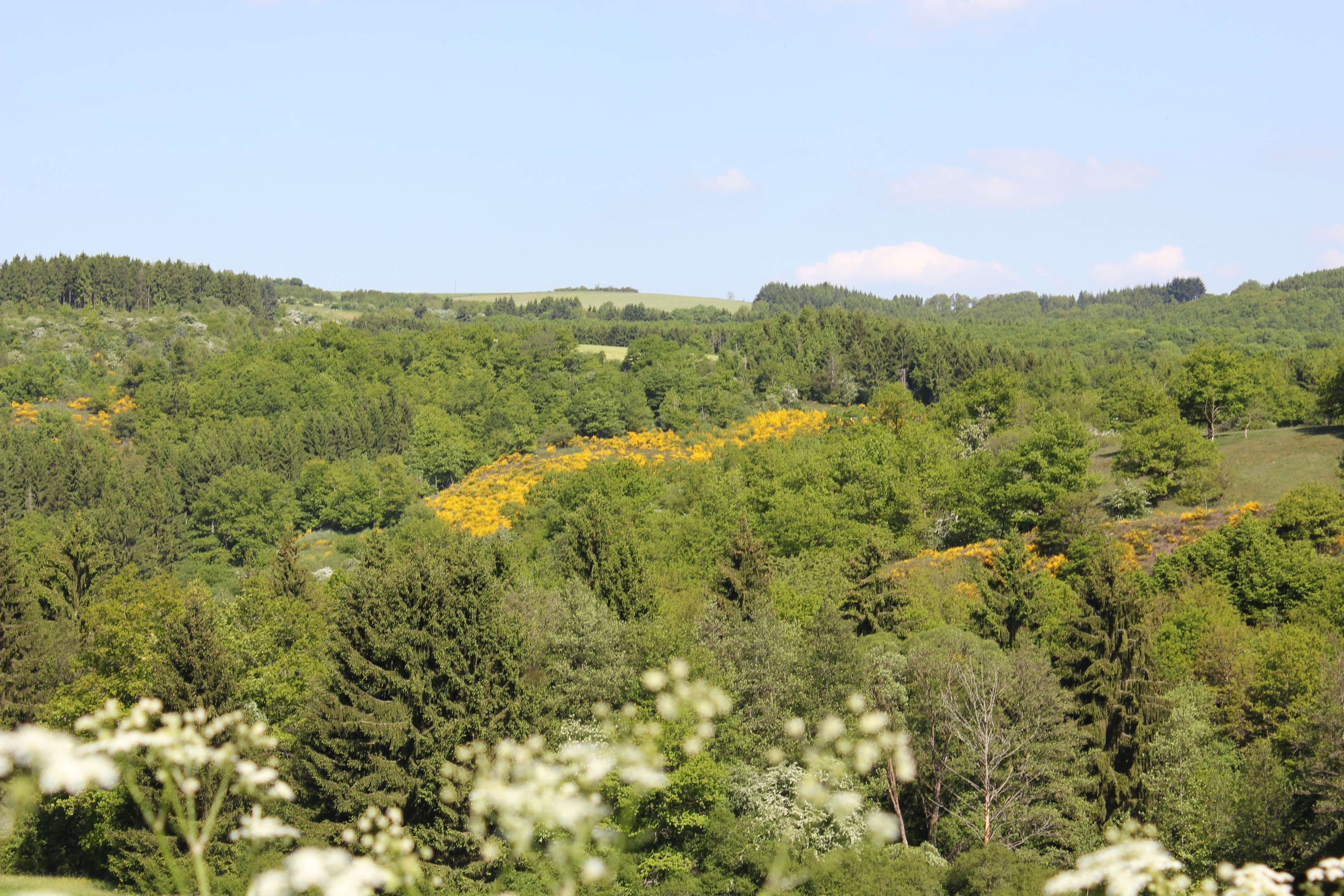
Naturschutzgebiet Ginsterheiden im Irsental bei Daleiden (Juni 2013)

Das Naturschutzgebiet Ginsterheiden im Irsental bei Daleiden liegt im Eifelkreis Bitburg-Prüm in Rheinland-Pfalz.
Das etwa 76 ha große Gebiet, das im Jahr 1987 unter Naturschutz gestellt wurde, erstreckt sich östlich der Ortsgemeinde Daleiden. Die Kreisstraße K 142 durchquert das Gebiet im mittleren Bereich. Westlich und am nördlichen Rand des Gebietes verläuft die B 410. Östlich und ein kurzes Stück am östlichen Rand des Gebietes fließt der Irsen.
Schutzzweck ist die Erhaltung
- der Ginsterheiden im Irsental, der Fels-, Magerrasen-, Laubwald- und Fließgewässer-Ökosysteme sowie verschiedener Feucht- und Saumbiotope als Lebensraum seltener, in ihrem Bestand bedrohter artenreicher Tier- und Pflanzengemeinschaften sowie
- der fossilienführenden Sedimentschichten aus wissenschaftlichen und naturgeschichtlichen Gründen.